# Jonestown (Teksas)
Jones je grad u američkoj saveznoj državi Teksas. Prema popisu stanovništva iz 2010. u njemu je živjelo 1.834 stanovnika.